# Cal Rabascall
Cal Rabascall és una obra del municipi de Porrera (Priorat) inclosa en l'Inventari del Patrimoni Arquitectònic de Catalunya.

## Descripció
Edifici de planta rectangular, bastit de maçoneria i obra, arrebossada i pintada, de planta baixa, dos pisos i golfes i coberta per teulada a dos vessants. A la façana s'obren una porta i una finestra a la planta baixa, quatre balcons al primer pis, tres balcons amb quatre sortides al segon i una galeria de 9 finestres en arquets de mig punt a les golfes. Cal destacar la portalada de pedra, dovellada i amb impostes, en arc de mig punt amb l'emblema de Maria i la data a la clau. La façana conserva restes de pintures decoratives i un rellotge de sol.

## Història
El nom de Rabascall, ja present en una casa més antiga del poble, corresponen a una de les famílies importants del poble. La casa fou edificada sobre alguna edificació auxiliar preexistent i la família s'hi traslladà des de la vella casa a l'interior del poble. Ha sofert poques modificacions.